# Бахарлы (Зангеланский район)
Бахарлы  (азерб. Baharlı ) — село в административно-территориальном округе Зангеланского района Азербайджана.
Уроженцем Бахарлы является Мухаммед Наби оглы Асадов — азербайджанский советский партийный и государственный деятель; генерал-майор.

## География
Село находится в предгорьях.

## История
Впервые название Бахарлы встречается в средневековых источниках. Эту фамилию носил живший в XV веке Алишер Бек Бахарлы, который был правителем Хамадана в годы правления Джаханшаха, правителя государства Каракоюнлу.
Согласно результатам Азербайджанской сельскохозяйственной переписи 1921 года, Багарлы с отсёлком Карауси Кара-Дара Ордаклинского сельского общества Кубатлинского уезда Азербайджанской ССР населяли 417 человек (107 хозяйств), преобладающая национальность — тюрки азербайджанские (азербайджанцы).
В ходе Первой карабахской войны, в 1993 году село было занято армянскими вооружёнными силами, и до октября 2020 года находилось под контролем непризнанной НКР. 
21 октября 2020 года, в ходе Второй карабахской войны, президент Азербайджана объявил об освобождении села Бахарлы вооружёнными силами Азербайджана.